# Третьяков, Максим Вячеславович
Макси́м Вячесла́вович Третьяко́в (укр. Максим Вячеславович Третьяков; род. 6 марта 1996, Троицко-Сафоново, Николаевская область) — украинский футболист, полузащитник ковалёвского «Колоса».

## Биография

### Клубная карьера
Футболом начал заниматься в девять лет. Воспитанник футбольной академии «Днепра». В ДЮФЛ сыграл в 56 матчах и забил 7 голов. Выступал в юношеском и молодёжном первенстве. В феврале 2016 года на правах аренды перешёл в харьковский «Металлист». 6 марта 2016 года в день своего двадцатилетия удачно дебютировал в УПЛ в матче с «Волынью», отыграв 90 минут и отметившись голевой передачей.
В сентябре 2016 года заключил трёхлетний контракт с одесским «Черноморцем». По итогам сезона 2017/18 одесситы вылетели из Премьер-лиги в Первую лигу Украины, после чего Третьяков покинул стан команды.
Летом 2018 года стал игроком словацкого клуба «ДАК 1904». По словам Третьякова до перехода за рубеж у него были предложения от «Александрии», «Арсенала-Киев» и «Львова».
В июне 2019 года на правах аренды перешёл в «Александрию». Третьяков стал автором юбилейного 16-тысячного гола в истории чемпионата Украины, который он забил 15 декабря 2019 года в матче против «Днепра-1» (2:1).

### Карьера в сборной
Игрок молодёжной сборной Украины. Выступал за юношеские сборные своей страны всех возрастов. Принимал участие в юношеском чемпионате Европы 2015.

## Достижения
«ДАК 1904»
- Серебряный призёр чемпионата Словакии: 2018/19

## Личная жизнь
Супруга — Лиза Третьякова. Дочь — Сабрина.